# خشوه
 خشوه  قرية صغيرة تتبع لـالبلدة المركزية (بالفارسية: بخش مركزي) من توابع مدينة بستك وتقع في محافظة هرمزگان في جنوب إيران. إحدى قرى «إقليم گودة». تقع هذه القرية على بعد 4 كيلومترات من قرية (دهتل).

## حدود قرية خشوه
حدود خشوه: من الشمال: خلیل، ومن الجنوب «جبل»، ومن الغرب «مورد»، ومن الشرق تنتهي بـقرية باغ نو.

## السكان
يبلغ عدد سكان هذه القرية حسب تعداد السكان لعام 2006 للميلاد، (12) نسمه تشكل (4 عائلة)، من أهل السنة والجماعة وعلى المذهب الشافعي. يتكلون الفارسية باللهجة المحلية، القرية بها مسجد، وعد 2 بركة لحفظ مياه الأمطار، إذا سالت الأودية أيام هطول الأمطار الموسمية. وحوالى 100 نخلة مثمرة.

## وصلات خارجية
- التقسيمات الإدارية لمحافظة هرمزغان